# 藤井宗哲
藤井 宗哲（ふじい そうてつ、1941年(昭和16年) -  2006年(平成18年)）は、日本の料理研究家、演芸評論家、臨済宗僧侶。

## 来歴
大阪生まれ。仏教大学中退。埼玉県平林寺僧堂、和歌山県興国寺、神奈川県建長寺で修行し、典座（台所役）を務める。角川書店で『三遊亭円朝全集』の編纂に携わる。鎌倉の不識庵で、精進料理塾「禅味会」を主宰した。妻は藤井まり。

## 著書
- 『寄席 よもやま話』保育社 カラーブックス、1977
- 『たいこもち(幇間)の生活』雄山閣出版 生活史叢書、1982
- 『禅味滋味 精進料理123品』実業之日本社、1985
- 『ぶらり鎌倉 ちょっといい味いい話』みずうみ書房、1987
- 『食はこころなり 鎌倉の精進料理』竹村出版、1989
- 『宗哲和尚のファッショナブル精進料理 手早くおいしく108種』農山漁村文化協会、1989
- 『続・ぶらり鎌倉 ちょっといい味いい話』みずうみ書房、1989
- 『宗哲和尚の禅味納豆料理』徳間書店、1990
- 『仏教 日本人の魂を伝えることわざ』ことばの民俗学 創拓社、1990
- 『禅寺の食卓 宗哲和尚の精進料理』鈴木出版、1992
- 『心に花を、食に潤いを 宗哲和尚の心食談義』東京堂出版、1993
- 『仏教語源散策辞典』創拓社、1993
- 『鎌倉不識庵精進料理十二カ月』実業之日本社、1994
- 『良寛=魂の美食家』講談社現代新書、1994
- 『男は黙って精進料理 宗哲流、素食のすすめ』雄鶏社、1996、日曜日の遊び方
- 『禅寺の精進料理十二か月』ちくま文庫、2004

### 共著
- 『池波正太郎の江戸料理を創る』川口宗清尼共著、マガジンハウス、1999
- 『精進料理をくらしの中で こころの食卓 レシピ付』藤井まりこ共著、日本放送出版協会、2000
- 『宗哲和尚の精進レシピ 野菜のパワーで元気になる』藤井まり共著、河出書房新社、2004
- 『魂の食 精進料理レシピ125』藤井まり共著 朝日新聞社、2004

### 編・訳著
- 『金原亭馬生集成』全3巻、旺国社、1976－77
- 『花柳風俗語辞典』東京堂出版、1982
- 『自伝音二郎・貞奴』三一書房、1984
- 『精進料理辞典』東京堂出版、1985
- 洪自誠原作『菜根譚』ぱる出版、1988
- 三遊亭円朝『真景累ヶ淵』小池章太郎共校注 中公クラシックス、2007 - 角川版「全集」の新版
- 『道元「典座教訓」 禅の食事と心 ビギナーズ日本の思想』訳・解説 角川ソフィア文庫　2009

## 参考
- [ISBN　978-4-309-26738-8]